# Список населённых пунктов Дновского района

## Городские населённые пункты
- Город Дно —  12100 человек (I. 1989 г.), 10049 человек (X.2002 г.), 9061 человек (X. 2010 г.)[1], 8475 человек (I. 2013 г.)[2] —  городское поселение «Дно».

## Сельские населённые пункты
Ниже представлен сортируемый (по столбцам) список всех населённых пунктов Дновского района Псковской области, распределённых по муниципальным образованиям (сельским поселениям-волостям и городскому поселению) с оценками численности населения сельских населённых пунктов на конец 2000 года и по переписи населения 2002 года.
| #   | #  | деревня           | 2000 г., чел. | 2002 г., чел. | муниципальное образование | бывшая волость (1995-2005) | бывшее МО (2006-2015) |
| --- | -- | ----------------- | ------------- | ------------- | ------------------------- | -------------------------- | --------------------- |
| 1   | 1  | Дно, город        | 12000         | 10049         | Дно                       |                            | Дно                   |
| 2   | 2  | Щильско           | 78            | 61            | Дно                       | Замошская волость          | Дно                   |
| 3   | 3  | Бессолово         | 2             | 8             | Дно                       | Замошская волость          | Лукомская волость     |
| 4   | 4  | Большое Тресно    | 81            | 70            | Дно                       | Юрковская волость          | Лукомская волость     |
| 5   | 5  | Большое Юрково    | 253           | 184           | Дно                       | Юрковская волость          | Лукомская волость     |
| 6   | 6  | Валуй             | 29            | 16            | Дно                       | Замошская волость          | Лукомская волость     |
| 7   | 7  | Вошково           | 17            | 16            | Дно                       | Юрковская волость          | Лукомская волость     |
| 8   | 8  | Гачки             | 0             | 0             | Дно                       | Замошская волость          | Лукомская волость     |
| 9   | 9  | Горушка           | 17            | 22            | Дно                       | Юрковская волость          | Лукомская волость     |
| 10  | 10 | Гривки            | 19            | 19            | Дно                       | Замошская волость          | Лукомская волость     |
| 11  | 11 | Должицы           | 39            | 36            | Дно                       | Замошская волость          | Лукомская волость     |
| 12  | 12 | Дубняк            | 0             | 0             | Дно                       | Должицкая волость          | Лукомская волость     |
| 13  | 13 | Залесье           | 12            | 14            | Дно                       | Должицкая волость          | Лукомская волость     |
| 14  | 14 | Замошки           | 81            | 47            | Дно                       | Замошская волость          | Лукомская волость     |
| 15  | 15 | Ивашково          | 4             | 0             | Дно                       | Замошская волость          | Лукомская волость     |
| 16  | 16 | Каменка           | 4             | 2             | Дно                       | Замошская волость          | Лукомская волость     |
| 17  | 17 | Кипрово           | 0             | 0             | Дно                       | Юрковская волость          | Лукомская волость     |
| 18  | 18 | Костыжицы         | 17            | 9             | Дно                       | Юрковская волость          | Лукомская волость     |
| 19  | 19 | Красница          | 8             | 9             | Дно                       | Юрковская волость          | Лукомская волость     |
| 20  | 20 | Лужки             | 3             | 6             | Дно                       | Замошская волость          | Лукомская волость     |
| 21  | 21 | Лукомо            | 205           | 195           | Дно                       | Замошская волость          | Лукомская волость     |
| 22  | 22 | Лучкино           | 1             | 2             | Дно                       | Должицкая волость          | Лукомская волость     |
| 23  | 23 | Любонег           | 14            | 14            | Дно                       | Замошская волость          | Лукомская волость     |
| 24  | 24 | Любянцы           | 15            | 10            | Дно                       | Юрковская волость          | Лукомская волость     |
| 25  | 25 | Лядины            | 9             | 8             | Дно                       | Должицкая волость          | Лукомская волость     |
| 26  | 26 | Малое Тресно      | 2             | 0             | Дно                       | Юрковская волость          | Лукомская волость     |
| 27  | 27 | Нива              | 1             | 0             | Дно                       | Юрковская волость          | Лукомская волость     |
| 28  | 28 | Нинково           | 138           | 91            | Дно                       | Юрковская волость          | Лукомская волость     |
| 29  | 29 | Новодети          | 11            | 13            | Дно                       | Замошская волость          | Лукомская волость     |
| 30  | 30 | Паклинский, хутор | 77            | 54            | Дно                       | Выскодская волость         | Дно                   |
| 31  | 31 | Переходы          | 4             | 6             | Дно                       | Должицкая волость          | Лукомская волость     |
| 32  | 32 | Подолжицы         | 13            | 5             | Дно                       | Юрковская волость          | Лукомская волость     |
| 33  | 33 | Подосье           | 5             | 5             | Дно                       | Юрковская волость          | Лукомская волость     |
| 34  | 34 | Полосы            | 4             | 1             | Дно                       | Юрковская волость          | Лукомская волость     |
| 35  | 35 | Пригородный       | 49            | 36            | Дно                       | Должицкая волость          | Дно                   |
| 36  | 36 | Раменье           | 9             | 9             | Дно                       | Замошская волость          | Лукомская волость     |
| 37  | 37 | Скугры            | 354           | 338           | Дно                       | Должицкая волость          | Лукомская волость     |
| 38  | 38 | Смолино           | 11            | 9             | Дно                       | Должицкая волость          | Лукомская волость     |
| 39  | 39 | Соснивицы         | 4             | 6             | Дно                       | Должицкая волость          | Лукомская волость     |
| 40  | 40 | Старое Село       | 16            | 9             | Дно                       | Замошская волость          | Лукомская волость     |
| 41  | 41 | Сухарево          | 43            | 35            | Дно                       | Юрковская волость          | Лукомская волость     |
| 42  | 42 | Черевково         | 9             | 4             | Дно                       | Юрковская волость          | Лукомская волость     |
| 43  | 43 | Черемново         | 3             | 5             | Дно                       | Замошская волость          | Лукомская волость     |
| 44  | 44 | Чубаково          | 3             | 1             | Дно                       | Должицкая волость          | Лукомская волость     |
| 45  | 45 | Ясная Поляна      | 2             | 2             | Дно                       | Юрковская волость          | Лукомская волость     |
| 46  | 1  | Апраксино         | 21            | 15            | Выскодская волость        | Моринская волость          | Моринская волость     |
| 47  | 2  | Блошно            | 10            | 10            | Выскодская волость        | Выскодская волость         | Выскодская волость    |
| 48  | 3  | Борисиха          | 22            | 22            | Выскодская волость        | Панкратовская волость      | Моринская волость     |
| 49  | 4  | Вишенка           | 97            | 70            | Выскодская волость        | Выскодская волость         | Выскодская волость    |
| 50  | 5  | Выскодь           | 241           | 236           | Выскодская волость        | Выскодская волость         | Выскодская волость    |
| 51  | 6  | Гачки             | 2             | 0             | Выскодская волость        | Панкратовская волость      | Моринская волость     |
| 52  | 7  | Дачное, посёлок   | 468           | 446           | Выскодская волость        | Выскодская волость         | Выскодская волость    |
| 53  | 8  | Егольско          | 18            | 13            | Выскодская волость        | Панкратовская волость      | Моринская волость     |
| 54  | 9  | Загорье           | 19            | 20            | Выскодская волость        | Панкратовская волость      | Моринская волость     |
| 55  | 10 | Заольховье        | 17            | 8             | Выскодская волость        | Моринская волость          | Моринская волость     |
| 56  | 11 | Захонье           | 4             | 0             | Выскодская волость        | Панкратовская волость      | Моринская волость     |
| 57  | 12 | Зерема            | 6             | 12            | Выскодская волость        | Панкратовская волость      | Моринская волость     |
| 58  | 13 | Кляновец          | 11            | 13            | Выскодская волость        | Моринская волость          | Моринская волость     |
| 59  | 14 | Коляница          | 29            | 35            | Выскодская волость        | Моринская волость          | Моринская волость     |
| 60  | 15 | Корпово           | 5             | 0             | Выскодская волость        | Моринская волость          | Моринская волость     |
| 61  | 16 | Корьхово          | 46            | 39            | Выскодская волость        | Выскодская волость         | Выскодская волость    |
| 62  | 17 | Кривуха           | 81            | 75            | Выскодская волость        | Моринская волость          | Моринская волость     |
| 63  | 18 | Люта              | 29            | 35            | Выскодская волость        | Панкратовская волость      | Моринская волость     |
| 64  | 19 | Лядинки           | 11            | 15            | Выскодская волость        | Моринская волость          | Моринская волость     |
| 65  | 20 | Матвеиха          | 1             | 0             | Выскодская волость        | Панкратовская волость      | Моринская волость     |
| 66  | 21 | Межник            | 57            | 51            | Выскодская волость        | Выскодская волость         | Выскодская волость    |
| 67  | 22 | Михайлов Погост   | 82            | 80            | Выскодская волость        | Панкратовская волость      | Моринская волость     |
| 68  | 23 | Морино            | 674           | 573           | Выскодская волость        | Моринская волость          | Моринская волость     |
| 69  | 24 | Огоровоста        | 10            | 13            | Выскодская волость        | Панкратовская волость      | Моринская волость     |
| 70  | 25 | Павлиха           | 12            | 8             | Выскодская волость        | Панкратовская волость      | Моринская волость     |
| 71  | 26 | Панкратово        | 270           | 203           | Выскодская волость        | Панкратовская волость      | Моринская волость     |
| 72  | 27 | Поповщина         | 3             | 1             | Выскодская волость        | Панкратовская волость      | Моринская волость     |
| 73  | 28 | Поцелуево         | 30            | 26            | Выскодская волость        | Моринская волость          | Моринская волость     |
| 74  | 29 | Рвы               | 40            | 30            | Выскодская волость        | Моринская волость          | Моринская волость     |
| 75  | 30 | Рублево           | 1             | 0             | Выскодская волость        | Панкратовская волость      | Моринская волость     |
| 76  | 31 | Селище            | 14            | 9             | Выскодская волость        | Панкратовская волость      | Моринская волость     |
| 77  | 32 | Скново            | 32            | 28            | Выскодская волость        | Выскодская волость         | Выскодская волость    |
| 78  | 33 | Скобенец          | 7             | 8             | Выскодская волость        | Выскодская волость         | Выскодская волость    |
| 79  | 34 | Сорокино          | 22            | 19            | Выскодская волость        | Панкратовская волость      | Моринская волость     |
| 80  | 35 | Староселок        | 27            | 24            | Выскодская волость        | Выскодская волость         | Выскодская волость    |
| 81  | 36 | Стволино          | 47            | 52            | Выскодская волость        | Панкратовская волость      | Моринская волость     |
| 82  | 37 | Филиппково        | 207           | 354           | Выскодская волость        | Замошская волость          | Выскодская волость    |
| 83  | 38 | Чащицы            | 12            | 6             | Выскодская волость        | Моринская волость          | Моринская волость     |
| 84  | 1  | Адеришено         | 17            | 15            | Искровская волость        | Октябрьская волость        | Гавровская волость    |
| 85  | 2  | Бабурино          | 2             | 4             | Искровская волость        | Должицкая волость          | Искровская волость    |
| 86  | 3  | Белая             | 247           | 204           | Искровская волость        | Голубовская волость        | Гавровская волость    |
| 87  | 4  | Белошкино         | 111           | 111           | Искровская волость        | Должицкая волость          | Искровская волость    |
| 88  | 5  | Бельско           | 12            | 12            | Искровская волость        | Октябрьская волость        | Гавровская волость    |
| 89  | 6  | Большой Луг       | 2             | 1             | Искровская волость        | Октябрьская волость        | Гавровская волость    |
| 90  | 7  | Быково            | 7             | 6             | Искровская волость        | Октябрьская волость        | Гавровская волость    |
| 91  | 8  | Васьково          | 15            | 10            | Искровская волость        | Должицкая волость          | Искровская волость    |
| 92  | 9  | Верхоручье        | 4             | 4             | Искровская волость        | Должицкая волость          | Искровская волость    |
| 93  | 10 | Вилошки           | 4             | 5             | Искровская волость        | Октябрьская волость        | Гавровская волость    |
| 94  | 11 | Вороново          | 1             | 0             | Искровская волость        | Должицкая волость          | Искровская волость    |
| 95  | 12 | Врево             | 19            | 11            | Искровская волость        | Голубовская волость        | Гавровская волость    |
| 96  | 13 | Вязовно           | 19            | 23            | Искровская волость        | Голубовская волость        | Искровская волость    |
| 97  | 14 | Вязье             | 16            | 14            | Искровская волость        | Голубовская волость        | Искровская волость    |
| 98  | 15 | Гаврово           | 232           | 200           | Искровская волость        | Октябрьская волость        | Гавровская волость    |
| 99  | 16 | Гарицы            | 20            | 28            | Искровская волость        | Должицкая волость          | Искровская волость    |
| 100 | 17 | Глазково          | 25            | 17            | Искровская волость        | Голубовская волость        | Искровская волость    |
| 101 | 18 | Глухая Горушка    | 0             | 0             | Искровская волость        | Октябрьская волость        | Гавровская волость    |
| 102 | 19 | Головино          | 16            | 13            | Искровская волость        | Голубовская волость        | Гавровская волость    |
| 103 | 20 | Голубово          | 45            | 45            | Искровская волость        | Голубовская волость        | Искровская волость    |
| 104 | 21 | Гористо           | 39            | 28            | Искровская волость        | Должицкая волость          | Искровская волость    |
| 105 | 22 | Городище          | 4             | 5             | Искровская волость        | Голубовская волость        | Гавровская волость    |
| 106 | 23 | Гривы             | 9             | 6             | Искровская волость        | Должицкая волость          | Искровская волость    |
| 107 | 24 | Долгуша           | 18            | 16            | Искровская волость        | Октябрьская волость        | Гавровская волость    |
| 108 | 25 | Должицы           | 18            | 22            | Искровская волость        | Должицкая волость          | Искровская волость    |
| 109 | 26 | Дроздиха          | 6             | 3             | Искровская волость        | Голубовская волость        | Гавровская волость    |
| 110 | 27 | Дубенка           | 21            | 19            | Искровская волость        | Голубовская волость        | Искровская волость    |
| 111 | 28 | Дубня             | 33            | 33            | Искровская волость        | Голубовская волость        | Гавровская волость    |
| 112 | 29 | Дуброво           | 32            | 28            | Искровская волость        | Должицкая волость          | Искровская волость    |
| 113 | 30 | Житиницы          | 12            | 4             | Искровская волость        | Голубовская волость        | Гавровская волость    |
| 114 | 31 | Загузье           | 17            | 16            | Искровская волость        | Октябрьская волость        | Гавровская волость    |
| 115 | 32 | Заклинские Горки  | 12            | 11            | Искровская волость        | Голубовская волость        | Искровская волость    |
| 116 | 33 | Заклинье          | 332           | 277           | Искровская волость        | Голубовская волость        | Искровская волость    |
| 117 | 34 | Заполье           | 5             | 5             | Искровская волость        | Голубовская волость        | Гавровская волость    |
| 118 | 35 | Заполье           | 7             | 7             | Искровская волость        | Должицкая волость          | Искровская волость    |
| 119 | 36 | Зарабочье         | 55            | 36            | Искровская волость        | Голубовская волость        | Искровская волость    |
| 120 | 37 | Заячья Гора       | 4             | 2             | Искровская волость        | Голубовская волость        | Гавровская волость    |
| 121 | 38 | Искра             | 476           | 449           | Искровская волость        | Должицкая волость          | Искровская волость    |
| 122 | 39 | Калиновка         | 2             | 0             | Искровская волость        | Должицкая волость          | Искровская волость    |
| 123 | 40 | Карзово           | 6             | 3             | Искровская волость        | Должицкая волость          | Искровская волость    |
| 124 | 41 | Красный Бор       | 16            | 12            | Искровская волость        | Голубовская волость        | Гавровская волость    |
| 125 | 42 | Крутец            | 17            | 13            | Искровская волость        | Октябрьская волость        | Гавровская волость    |
| 126 | 43 | Куровка           | 5             | 6             | Искровская волость        | Октябрьская волость        | Гавровская волость    |
| 127 | 44 | Лысово            | 14            | 17            | Искровская волость        | Голубовская волость        | Искровская волость    |
| 128 | 45 | Малый Луг         | 8             | 6             | Искровская волость        | Октябрьская волость        | Гавровская волость    |
| 129 | 46 | Межничок          | 7             | 5             | Искровская волость        | Голубовская волость        | Гавровская волость    |
| 130 | 47 | Мочилки           | 3             | 4             | Искровская волость        | Должицкая волость          | Искровская волость    |
| 131 | 48 | Овинна            | 6             | 4             | Искровская волость        | Октябрьская волость        | Гавровская волость    |
| 132 | 49 | Осье              | 11            | 8             | Искровская волость        | Голубовская волость        | Гавровская волость    |
| 133 | 50 | Пески             | 2             | 2             | Искровская волость        | Должицкая волость          | Искровская волость    |
| 134 | 51 | Пневно            | 13            | 18            | Искровская волость        | Должицкая волость          | Искровская волость    |
| 135 | 52 | Речки             | 6             | 2             | Искровская волость        | Октябрьская волость        | Гавровская волость    |
| 136 | 53 | Ручьи             | 0             | 0             | Искровская волость        | Должицкая волость          | Искровская волость    |
| 137 | 54 | Селивановы Горки  | 17            | 21            | Искровская волость        | Голубовская волость        | Гавровская волость    |
| 138 | 55 | Селище            | 19            | 13            | Искровская волость        | Октябрьская волость        | Гавровская волость    |
| 139 | 56 | Симоново          | 13            | 15            | Искровская волость        | Октябрьская волость        | Гавровская волость    |
| 140 | 57 | Старый Остров     | 0             | 0             | Искровская волость        | Голубовская волость        | Искровская волость    |
| 141 | 58 | Твердилово        | 1             | 3             | Искровская волость        | Голубовская волость        | Искровская волость    |
| 142 | 59 | Телепнево         | 10            | 6             | Искровская волость        | Голубовская волость        | Искровская волость    |
| 143 | 60 | Хотовань          | 119           | 109           | Искровская волость        | Октябрьская волость        | Гавровская волость    |
| 144 | 61 | Чернобожье        | 51            | 46            | Искровская волость        | Должицкая волость          | Искровская волость    |
| 145 | 62 | Шелелег           | 41            | 36            | Искровская волость        | Голубовская волость        | Гавровская волость    |
| 146 | 63 | Щиленка           | 22            | 16            | Искровская волость        | Должицкая волость          | Искровская волость    |
| 147 | 64 | Юково             | 28            | 18            | Искровская волость        | Октябрьская волость        | Гавровская волость    |